# Finanza frattale
La finanza frattale è l'applicazione di metodi, modelli e tecniche propri della geometria frattale all'analisi delle complesse dinamiche dei mercati finanziari; la concezione frattale della finanza si è evoluta nel corso dei decenni ad opera di Benoît Mandelbrot, in parallelo allo sviluppo dei frattali stessi.

## Caratteristiche
Nella prima metà degli anni sessanta, i primi lavori di Mandelbrot tesi ad evidenziare la natura turbolenta dei mercati, costituenti sistemi dinamici estremamente complessi in quanto affetti insieme da fattori esogeni ed endogeni, suscitarono allo stesso tempo grande interesse e vivaci controversie, perché potenzialmente in grado di minare alla base le concezioni ortodosse in materia, basate su assunti troppo semplicistici di regolarità e razionalità.
Le formulazioni originali di Mandelbrot, ancora non giunte a completa maturazione, vennero lasciate cadere all'inizio del decennio successiva, anche a causa dell'amplissima diffusione raggiunta dalle teorie finanziarie ormai classiche elaborate da Markowitz, Sharpe, Bachelier, ed infine Black e Scholes nel 1973, con la loro celeberrima formula per la valutazione delle opzioni. Va anche ricordato che, all'epoca, il termine stesso di frattale non era ancora stato coniato dal suo autore.
È soltanto negli anni novanta che l'evoluzione delle teorie finanziarie di Mandelbrot e la crescente popolarità della modellistica frattale, unite al verificarsi di alcuni crolli dei mercati (quali il crollo di Wall Street del 19 ottobre 1987 e la crisi dei mercati asiatici della fine degli anni novanta, di cui le teorie classiche difficilmente possono rendere conto) portano ad una rinascita dell'interesse per la finanza frattale, da parte sia del mondo accademico che dei professionisti del settore. Tale rinascita è avvenuta nel quadro dello sviluppo di una nuova branca della scienza chiamata econofisica.
Partendo dall'ovvia constatazione che i grafici finanziari presentano una variabilità molto più marcata di quanto preveda l'ipotesi di variazione normale o gaussiana dei prezzi, Mandelbrot identifica due meccanismi fondamentali alla base di tale variabilità: il primo è dato dal cambiamento repentino, cioè dalla discontinuità dei prezzi, il secondo è dato dall'osservazione di una dipendenza a lungo termine delle loro variazioni.
Ciò conferma l'esistenza di precise tendenze evolutive all'interno dei grafici, già messe in evidenza dalla cosiddetta analisi tecnica, che però sono sostanzialmente imprevedibili (pseudotendenze) in quanto possono interrompersi in qualunque istante senza alcun preavviso per effetto della discontinuità.
L'ultimo e più recente modello di simulazione dei mercati elaborato da Mandelbrot è il cosiddetto modello multifrattale o moto browniano frazionario in un tempo multifrattale di contrattazione, basato essenzialmente sulla composizione di una funzione di deformazione temporale, detta cascata moltiplicativa (che accelera o rallenta il tempo fisico oggettivo), e dell'equazione che traduce un moto browniano con un particolare valore del coefficiente di Hurst, diverso in linea di principio dal valore H = 1/2 assunto nel moto browniano classico.